# Ayşe Şan
Ayşe Şan (kurde : Eyşe Şan) (1938-18 décembre 1996) est une chanteuse kurde, née à Diyarbakır, en Turquie. Elle est considérée comme l'une des plus influentes dans la musique kurde contemporaine.

## Biographie
Son père était un chanteur et conteur kurde traditionnel ou dengbêj,. Aysha commence à chanter à soirées de chant traditionnels , puis, à partir de 1958, malgré l'opposition de sa famille, a se produire en public.
Après une tentative infructueuse de mariage, qui lui est imposé, elle s'installe à Gaziantep, où elle a commencé à enregistrer des chansons turques pour la station de radio locale, chanter en kurde étant alors interdit. Puis, elle gagne Istanbul, où elle enregistre son premier album en langue kurde en 1963. La première chanson qui contribue à sa notoriété est Ez Xezalım [Je suis une gazelle],. En 1972, à la suite de tracas administratifs, elle s'installe en Allemagne, pays principal d'accueil de l'immigration turque en Europe occidentale. Une de ses chansons les plus connues, Qererê [Oh le destin], est écrite après la mort d'une petite fille de 18 mois. 
En 1979, elle se rend au Kurdistan irakien, où elle rencontre de nombreux musiciens et chanteurs kurdes telles que Mihemed Arif Cizîrî, Îsa Berwarî, et Tahsin Taha. Le morceau d'Arif Cizîrî, Eysana Elî, lui est dédiée. À partir de années 1980, elle s'installe à Izmir et travaille dans un bureau de poste. Dans les années 1990, elle écrit en réaction à l'oppression des Kurdes des chansons telles que Werin pêsmerge [Venez les combattants kurdes]. Elle a écrit également des chansons sur la condition des femmes telles que Derdê hewîyê [Chagrin de polygammie], ou encore Hey wax dayê [À ma mère]. Elle meurt en 1996 d'un cancer,.